# 菰野町
菰野町（日语：／ Komono chō */?）是位於日本三重縣北部的行政區劃，轄區東半部為平原，西半部為位於鈴鹿山脈的山區，山區大多被劃入鈴鹿國定公園的範圍內。
「菰野」的名稱據說過去本地有大量野生的茭白筍，茭白筍的日文漢字為「真菰」，因此此地區就被稱為「菰野」以表示有大量真菰生長的原野。

## 人口
| 菰野町人口分布圖 |                                               |  |
| 菰野町與日本全國年齡別人口分布比較圖 （2005年資料） | 菰野町的年齡、男女別人口分布圖 （2005年資料） |  |
| ■紫色是菰野町 ■綠色是全国 | ■藍色是男性 ■紅色是女性                       |  |
| 菰野町人口變化 \| 1970年 \| 24,187人 \| \| \| 1975年 \| 27,546人 \| \| \| 1980年 \| 29,373人 \| \| \| 1985年 \| 30,775人 \| \| \| 1990年 \| 32,263人 \| \| \| 1995年 \| 35,117人 \| \| \| 2000年 \| 37,972人 \| \| \| 2005年 \| 38,986人 \| \| \| 2010年 \| 39,978人 \| \| \| 2015年 \| 40,210人 \| \| \| 2020年 \| 40,559人 \| \| |                                               |  |
| 資料來源：日本總務省統計中心提供之人口普查數據 |                                               |  |
| 1970年 | 24,187人                                      |  |
| 1975年 | 27,546人                                      |  |
| 1980年 | 29,373人                                      |  |
| 1985年 | 30,775人                                      |  |
| 1990年 | 32,263人                                      |  |
| 1995年 | 35,117人                                      |  |
| 2000年 | 37,972人                                      |  |
| 2005年 | 38,986人                                      |  |
| 2010年 | 39,978人                                      |  |
| 2015年 | 40,210人                                      |  |
| 2020年 | 40,559人                                      |  |

## 歷史
菰野町的轄區過去在令制國時代屬於伊勢國，南半部屬於三重郡，北半部屬於朝明郡；14世紀到16世紀期間，曾長期由千種氏所掌控，並在現在的千種地區建有千種城。
17世紀江戶時代後，南半部成為菰野藩的領地，北半部則屬於忍藩；19世紀末明治維新後，於1871年實施廢藩置縣，此區域改隸屬菰野縣和忍縣，不過僅約四個月後即全數被併入安濃津縣，而後安濃津縣又被更名為三重縣。
1889年日本實施町村制，原菰野藩城下町的區域設置為菰野村，而現在的菰野町轄區在當時還包括位於菰野村北側的千種村、鵜川原村、竹永村、朝上村四個行政區劃。1928年菰野村升格改制為菰野町，並在1956年與鵜川原村、竹永村合併為新設立的菰野町；而千種村和朝上村則在1955年合併為朝明村，不過僅兩年後，朝明村在1957年也被併入菰野町，組成現今的菰野町。

### 變遷表
| 1889年4月1日 | 1889年 - 1912年 | 1912年 - 1944年          | 1945年 - 1954年          | 1955年 - 1989年            | 1955年 - 1989年            | 1989年 - 現在 | 現在   |
| ------------ | --------------- | ------------------------ | ------------------------ | -------------------------- | -------------------------- | ------------- | ------ |
| 菰野村       | 菰野村          | 1928年10月1 改制為菰野町 | 1928年10月1 改制為菰野町 | 1956年9月30日 合併為菰野町 | 1956年9月30日 合併為菰野町 | 菰野町        | 菰野町 |
| 鵜川原村     |                 |                          |                          | 1956年9月30日 合併為菰野町 | 1956年9月30日 合併為菰野町 | 菰野町        | 菰野町 |
| 竹永村       |                 |                          |                          | 1956年9月30日 合併為菰野町 | 1956年9月30日 合併為菰野町 | 菰野町        | 菰野町 |
| 千種村       | 千種村          | 千種村                   | 千種村                   | 1955年4月1日 合併為朝明村  | 1957年1月15日 併入菰野町   | 菰野町        | 菰野町 |
| 朝上村       |                 |                          |                          | 1955年4月1日 合併為朝明村  | 1957年1月15日 併入菰野町   | 菰野町        | 菰野町 |

## 交通

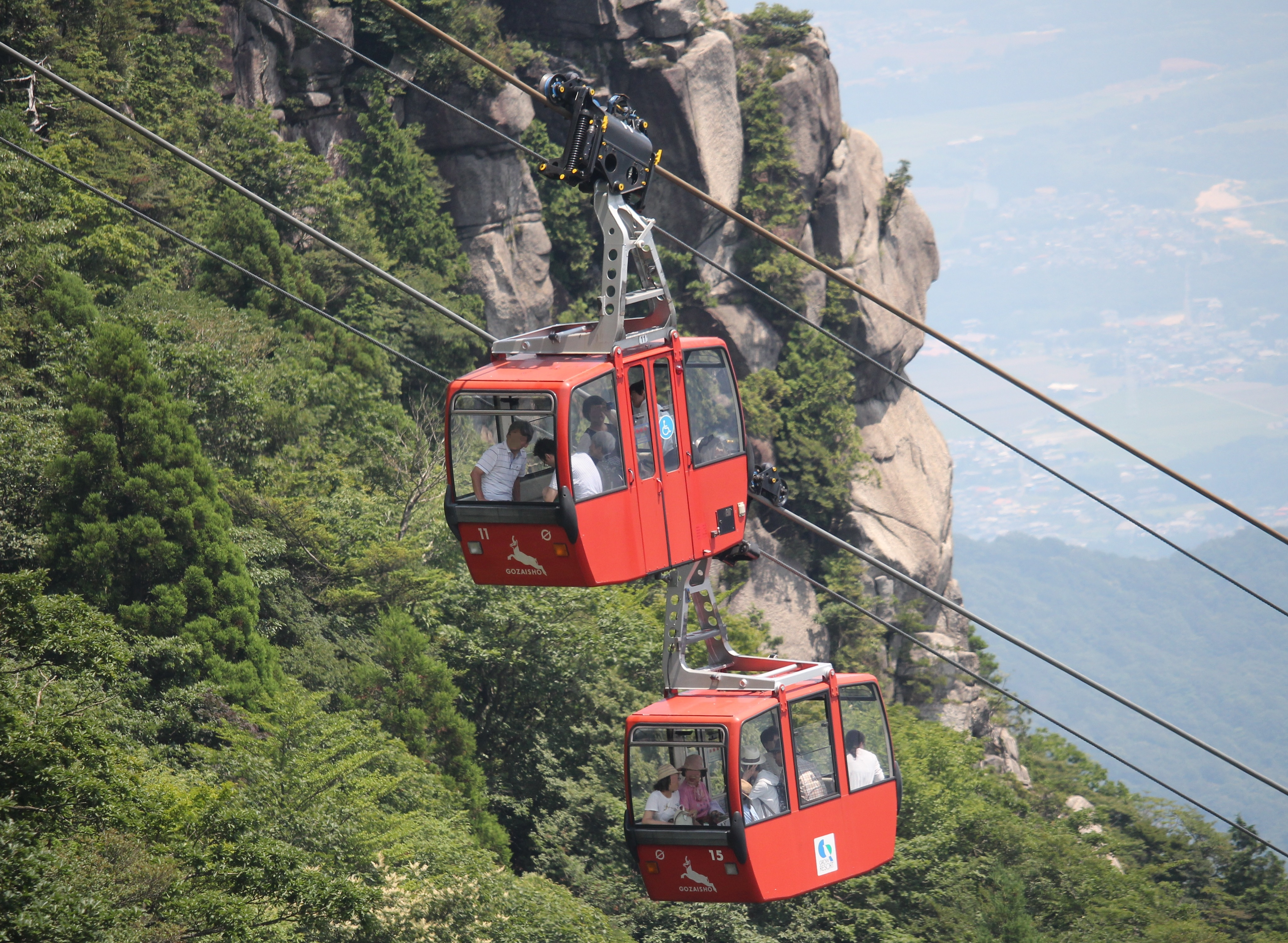
御在所纜車

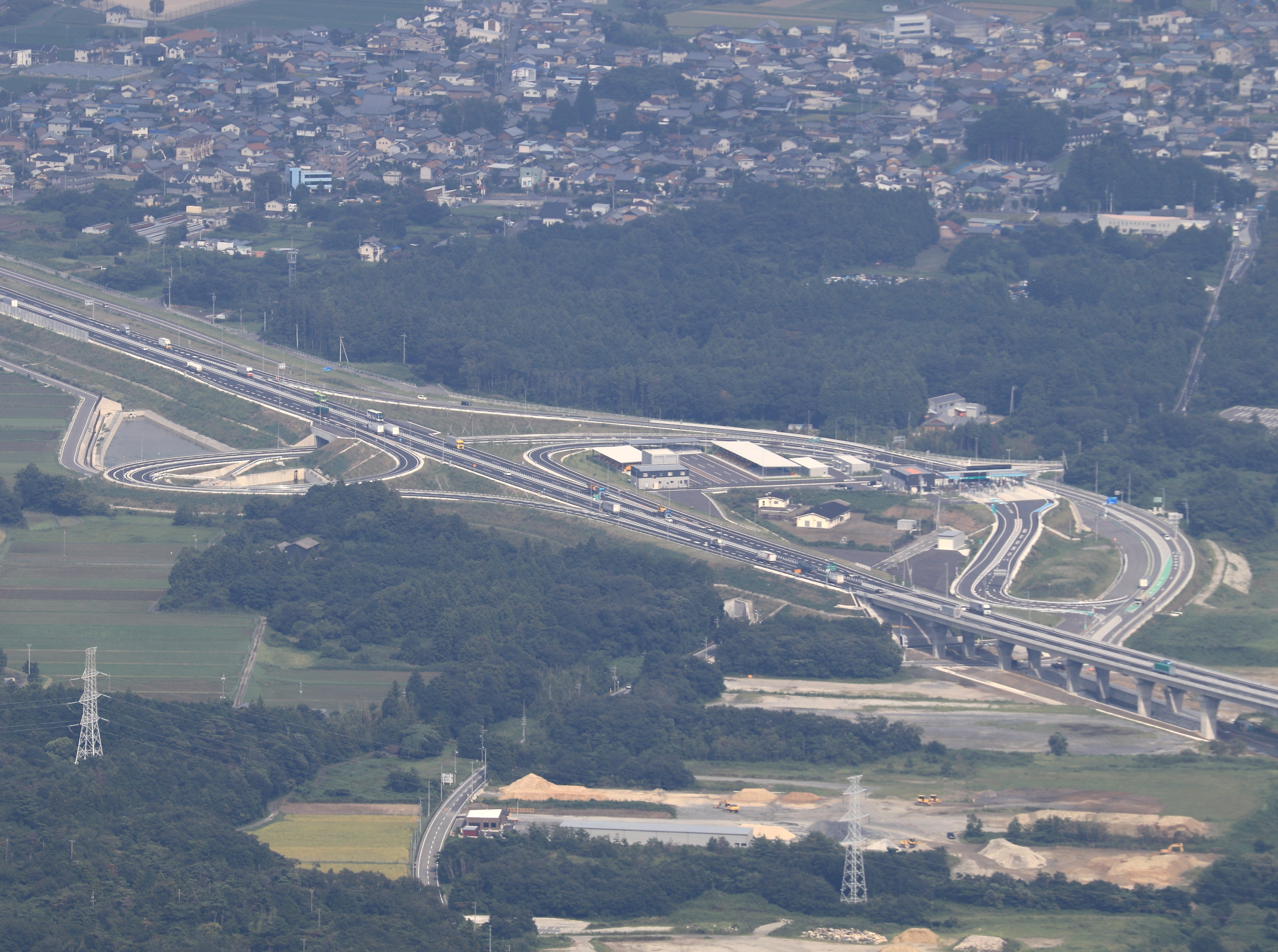
在御在所岳所見到的新名神高速道路菰野交流道

菰野町內唯一的鐵路是近畿日本鐵道湯之山線，可從東側的四日市市直接進入町內南部的菰野地區，由於湯之山線過去最初建設的目的是載送旅客前往湯之山溫泉及御在所岳，因此在湯之山溫泉地區還有御在所纜車可以通往御在所岳山上。
新名神高速道路也通過轄內東部的菰野地區及千種地區，並設有菰野交流道，往東可以前往愛知縣，往西可以前往滋賀縣。
町內的路線客運由三重交通所經營，同時也有町營的菰野町社區巴士。

### 鐵路
- 近畿日本鐵道
  - 湯之山線：（四日市市） - 菰野車站 - 中菰野車站 - 大羽根園車站 - 湯之山溫泉車站

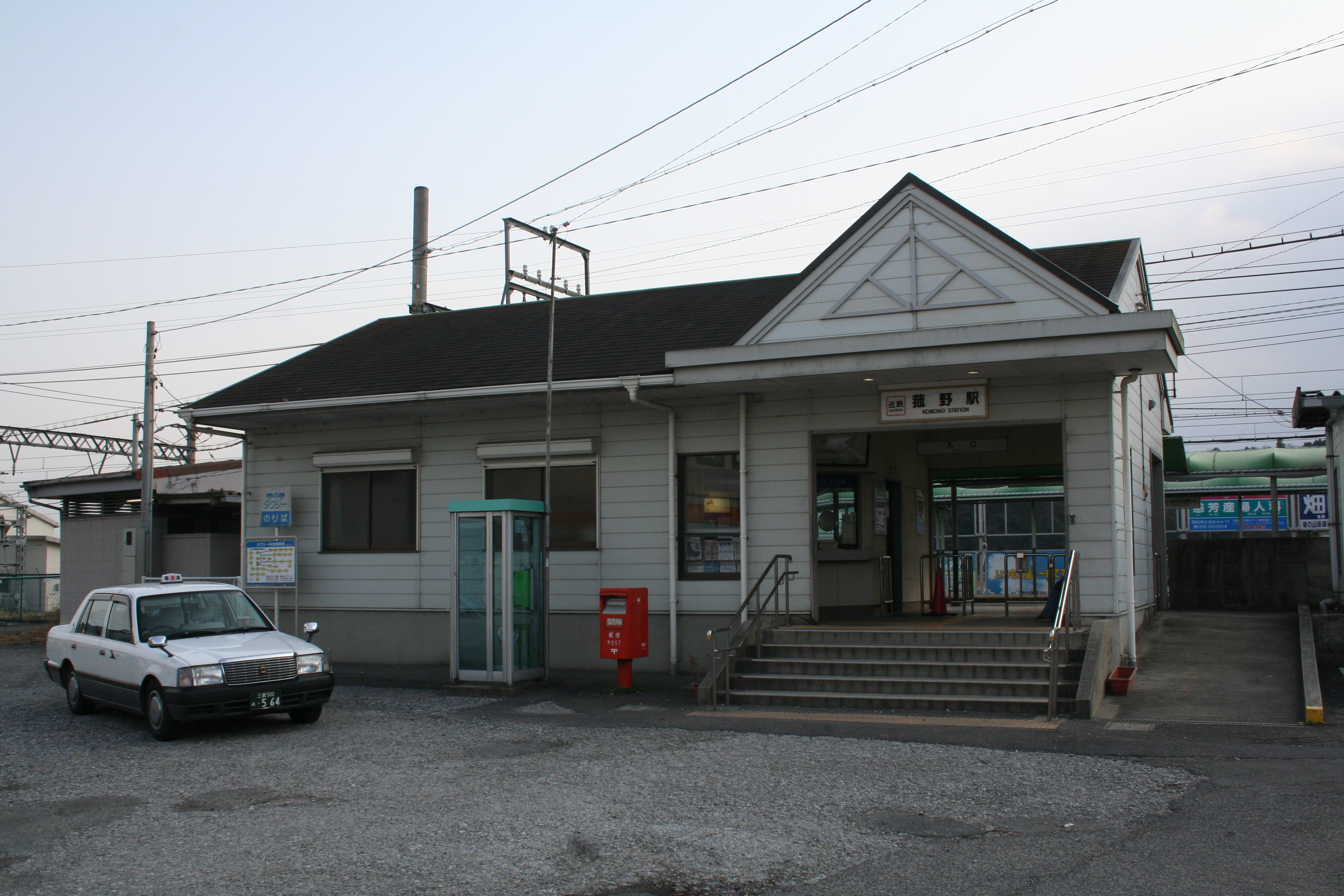
菰野車站
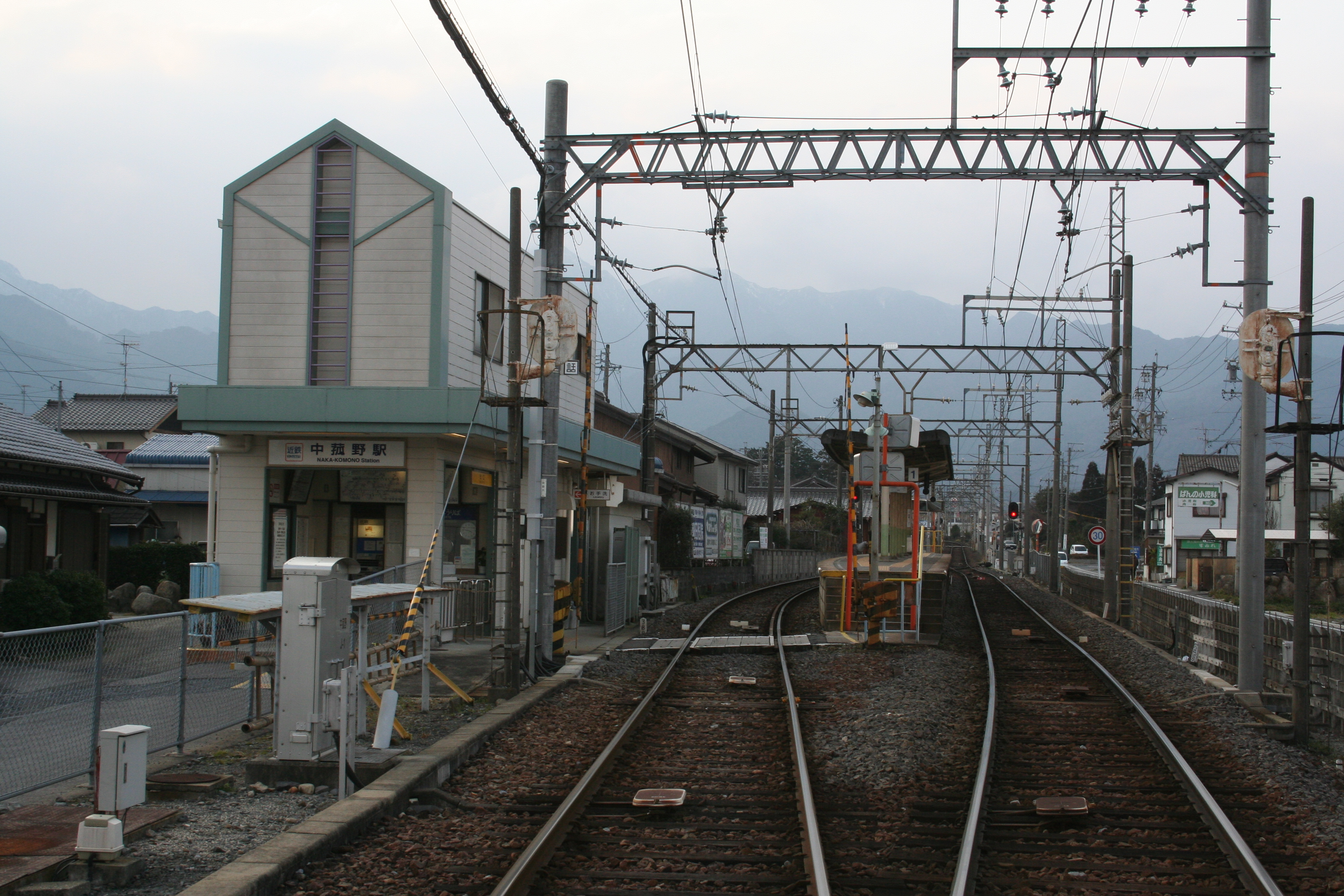
中菰野車站
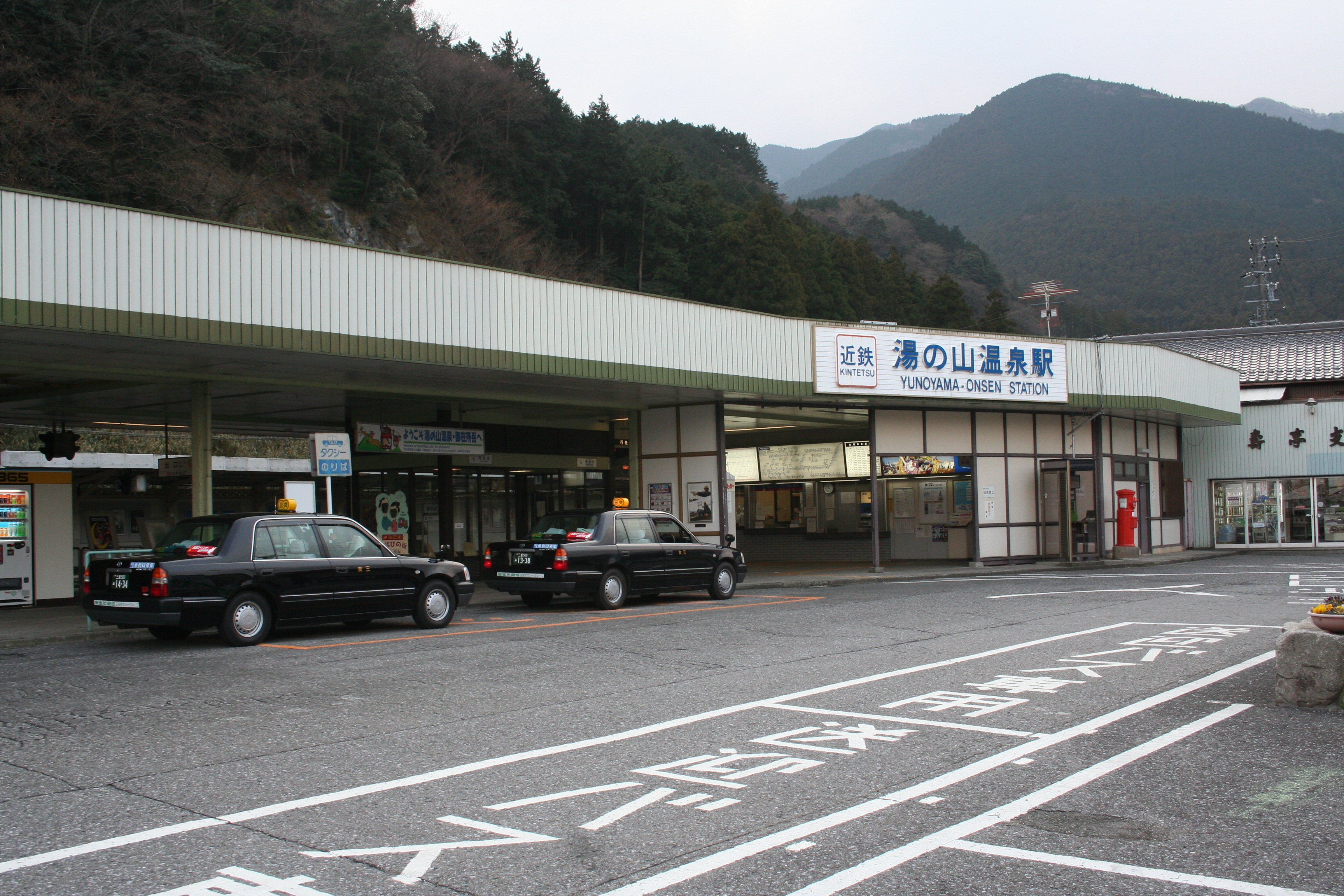
湯之山溫泉車站

### 公路
高速公路
- 新名神高速道路：（四日市市） - 菰野交流道 - （鈴鹿市）

## 觀光資源
湯之山溫泉為在8世紀即被發現的溫泉區，在沿著三瀧川旁的溪谷中有約二十家的溫泉旅館業者，又因為位於三重縣北部的最高峰御在所岳東麓，因此也成為進入御在所岳的登山口，在此地區設有御在所纜車可直接進入御在所岳山上區域。

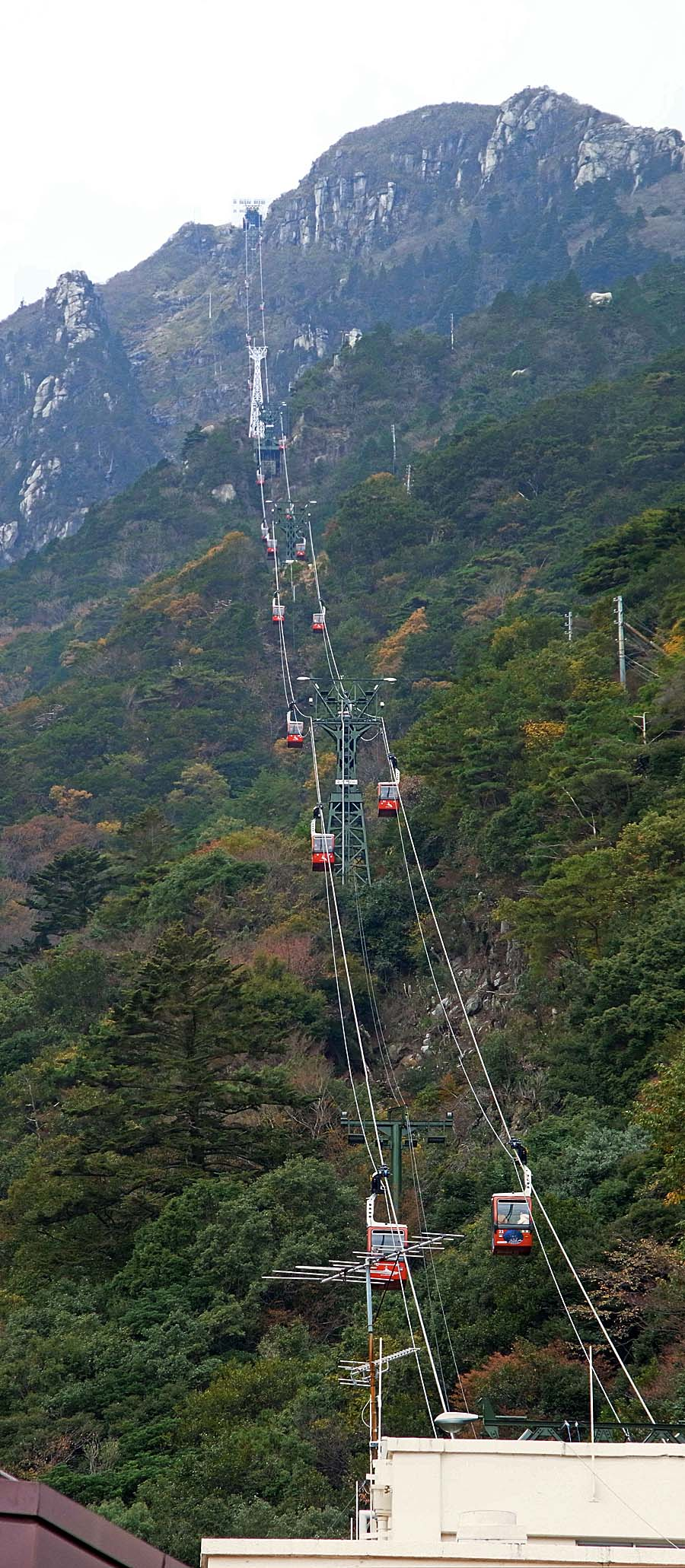
御在所岳及御在所纜車
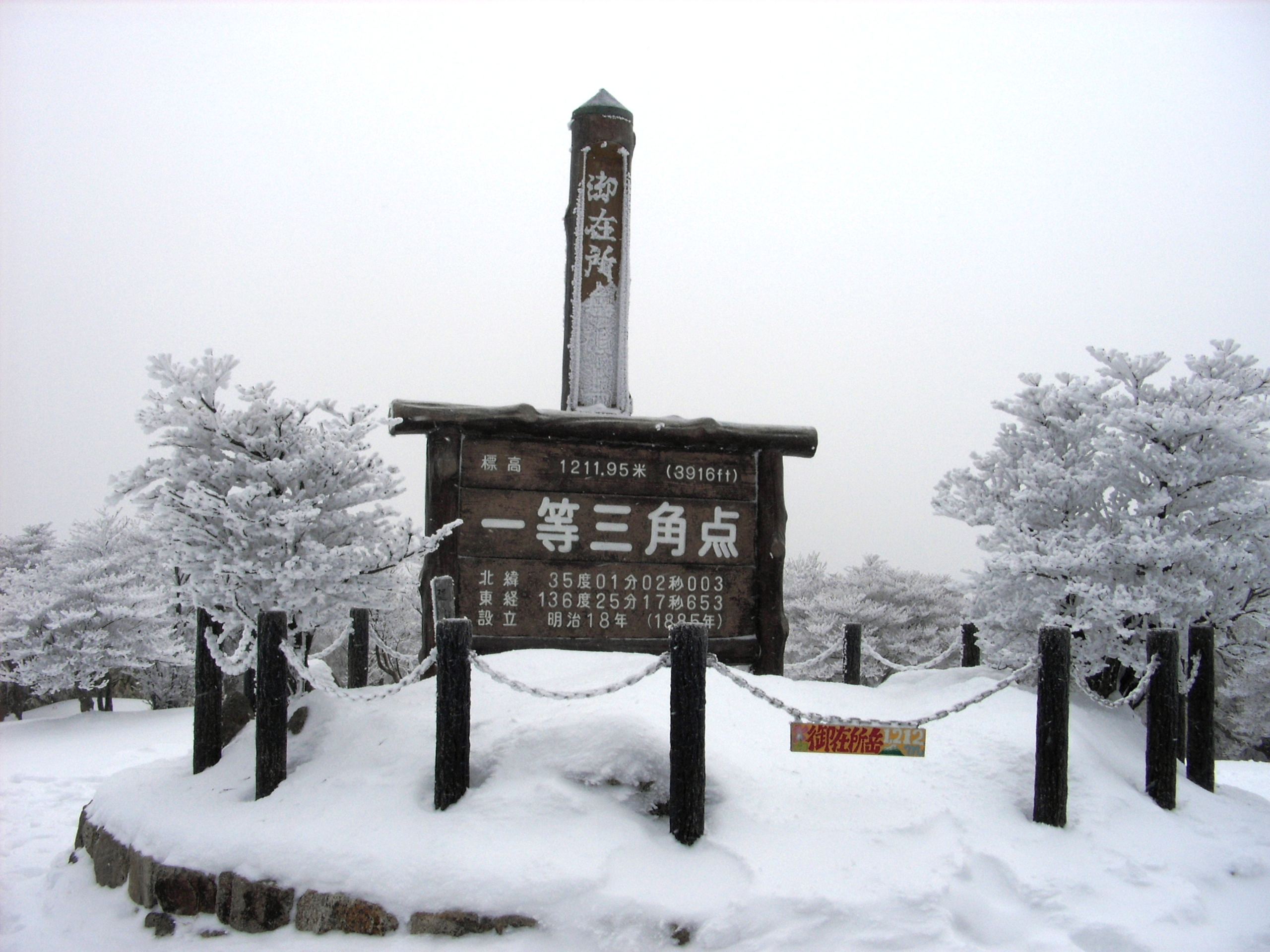
御在所岳山頂的一等三角點
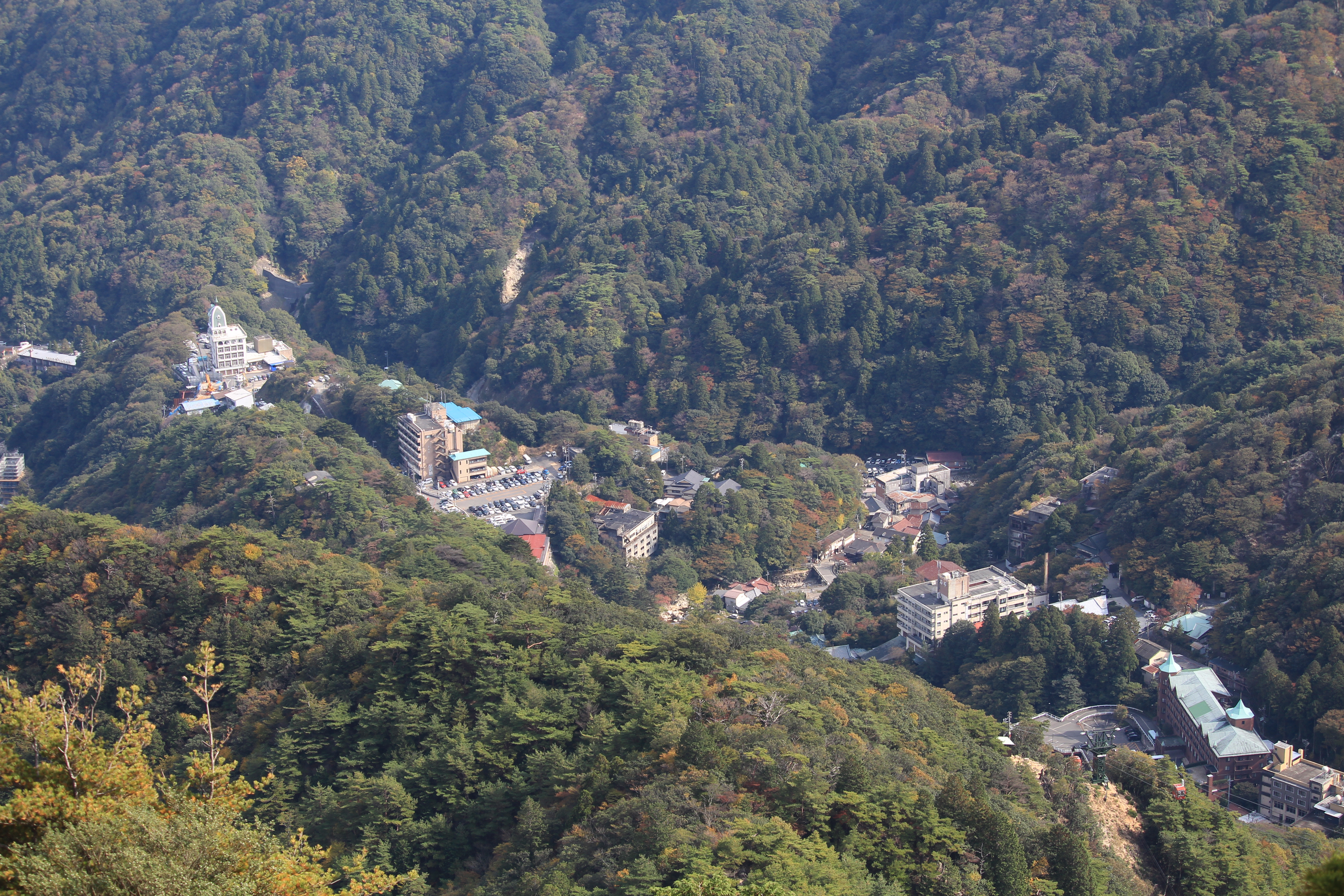
自御在所岳看到的湯之山溫泉區

## 教育
三重縣立菰野高等學校是町內唯一的高中，其棒球部在2000年代至2010年代期間，曾三次進入甲子園，也因此這幾年來有多位校友進入日本職棒。
此外在町內的菰野地區、千種地區、鵜川原地區、竹永地區、朝上地區各有一所町立小學，但中學則只有菰野町立菰野中學校及菰野町立八風中學校兩所。

## 外部連結
- （日語） 三重縣菰野町役場的Facebook專頁
- （日語） 三重縣菰野町役場的X（前Twitter）
- （日語） 菰野町觀光協會 （页面存档备份，存于）